# Вербія
Вербія (рум. Verbia) — село у повіті Сучава в Румунії. Входить до складу комуни Гремешть.
Село розташоване на відстані 383 км на північ від Бухареста, 27 км на північ від Сучави, 134 км на північний захід від Ясс.

## Населення
За даними перепису населення 2002 року у селі проживали 172 особи, усі — румуни. Усі жителі села рідною мовою назвали румунську.